# Cho Young-wook
Cho Young-wook, né le 5 février 1999 à Séoul en Corée du Sud, est un footballeur international sud-coréen évoluant au poste d'avant-centre au Gimcheon Sangmu, en prêt du FC Séoul.

## Biographie

### FC Séoul
Né à Séoul en Corée du Sud, Cho Young-wook rejoint le FC Séoul en janvier 2018. Le 1er mars de la même année, il joue son premier match en professionnel, lors d'une rencontre de K League 1 face au Jeju United. Il entre en jeu en fin de partie ce jour-là et les deux équipes font match nul (0-0). Le 21 avril 2018, il se montre décisif pour son équipe en délivrant deux passes décisives lors de la victoire du FC Séoul contre le Daegu FC (3-0). Une semaine plus tard, le 28 avril, il inscrit son premier but lors de la défaite face au Jeonam Dragons (2-1 score final).
Le 21 novembre 2020, Cho joue son premier match de Ligue des champions de l'AFC contre le Beijing Guoan. Son équipe s'incline par deux buts à un ce jour-là.
Le 13 septembre 2022, Cho donne la victoire à son équipe en marquant le seul but du match face au Gangwon FC, en championnat.

### En équipe nationale
Cho représente l'équipe de Corée du Sud des moins de 20 ans. Il marque un but le 25 janvier 2017 contre le Portugal (1-1 score final). Il est retenu avec cette sélection en 2017 pour participer à la Coupe du monde 2017 des moins de 20 ans qui a lieu en Corée du Sud. Il prend part à quatre matchs en tant que titulaire durant cette compétition. Avec cette catégorie de jeunes, il est à nouveau sélectionné pour la Coupe du monde 2019 des moins de 20 ans qui se déroule en Pologne. Élément majeur de son équipe où il est titulaire, Cho inscrit deux buts et participe au parcours des siens, qui se hissent jusqu'en finale.
En mars 2021, il est convoqué pour la première fois avec l'équipe nationale de Corée du Sud. Il honore sa première sélection avec l'équipe nationale de Corée du Sud lors d'un match amical disputé le 21 janvier 2022 face à la Moldavie. Il entre en jeu et se fait remarquer en inscrivant son premier but en sélection nationale (victoire 4-0 de la Corée du Sud).

## Palmarès

### International
Corée du Sud U14
- Vainqueur des Jeux asiatiques de la jeunesse en 2013 (en)[10],[11]

Corée du Sud U20
- Finaliste de la Coupe du monde des moins de 20 ans en 2019[12]
- Finaliste de la Coupe d'Asie U-19 en 2018 (en)[13]

Corée du Sud U23
- Vainqueur de la Coupe d'Asie U23 en 2020 (en)[14]

### Distinctions individuelles
- Jeune footballeur coréen de l'année : 2016[15]